# William Gladstone Agnew
Sir William Gladstone Agnew (Londra, 2 dicembre 1898 – Alverstoke, 12 luglio 1960) è stato un ufficiale inglese.

## Biografia
Era il figlio di Charles Morland Agnew, e di sua moglie, Evelyn Mary Naylor, figlia di William Naylor. Studiò al Royal Naval College, a Osborne House (Isola di Wight), e al Britannia Royal Naval College, a Dartmouth.

## Carriera
Durante la prima guerra mondiale prestò servizio a bordo delle navi da guerra HMS Glory e HMS Royal Oak, così come sul cacciatorpediniere HMS Skilful. Durante gli anni della guerra, servì a bordo del HMS Durban e come ufficiale di artiglieria a bordo del HMS Queen Elizabeth.
Nel mese di ottobre 1940 è stato trasferito sull'incrociatore HMS Aurora come comandante e venne spostato nel Mediterraneo nel 1941.
Ad Agnew fu affidato il comando della HMS Excellent. Nel 1946 gli fu affidato il comando della HMS Vanguard, rimanendo a bordo anche dopo la sua promozione a contrammiraglio, nel mese di gennaio 1947, ed è stato al comando durante il tour reale in Sudafrica. Nel gennaio 1950 si ritirò e nello stesso anno è stato promosso a vice-ammiraglio.

## Matrimonio
Nel 1930 sposò Patricia Caroline Bewley, non ebbero figli.

## Morte
Dopo il pensionamento dalla marina è stato Segretario Generale della National Playing Fields Association (1950-1953) ed è stato anche attivo nell'amministrazione locale.
Morì il 12 luglio 1960 a Glentimon, Palmerston Way, Alverstoke.